# Notoclinops
Notoclinops es un género de pez de la familia Tripterygiidae en el orden Perciformes.

## Especies
- Notoclinops caerulepunctus - Hardy, 1989
- Notoclinops segmentatus - McCulloch & Phillipps, 1923
- Notoclinops yaldwyni - Hardy, 1987